# Anthal
Der (das) Anthal, auch Antal, Antalak, Andal, war ein ungarisches Volumenmaß und wurde nur für Wein verwendet. 
Die Größe entsprach der Hälfte eines Fasses (ein Fass = 2 Anthal ungarischen Weines). Nach anderen Quellen waren 60 bis 70 Kannen ein Anthal. Man nannte es auch das kleine Fass; das große hieß Antalka. Ein großes Fass entsprach drei kleinen Fässern nach Friedrich Anton Strackerjan.
- 1 Anthal Tokayer = 2548 Pariser Kubikzoll = 50 27/50 Liter[4]

Oft wurde unterschieden in 
- Oberungarischer Anthal = 3600 Pariser Kubikzoll (= 3697 9/14 Pariser Kubikzoll = 73 ⅓ Liter[5])
- Niederungarischer Anthal = 2536 Pariser Kubikzoll

Die Maßkette war 
- 1 Anthal = 2 Anker = 10 Viertel = 60 Stof.[6]

In Tokal war 1 Antal gleich  88 Halbe (pressburger) = 73,3546 Liter.